# 南城街道 (泸州市)
南城街道，是中华人民共和国四川省泸州市江阳区下辖的一个乡镇级行政单位。

## 行政区划
南城街道下辖以下地区：
上平远路社区、澄溪口社区、三星街社区、新马路社区、梓桐路社区、白招牌社区、新二村社区、凤凰山社区和龙泉社区。